# 菅広文
菅 広文（すが ひろふみ、1976年〈昭和51年〉10月29日 - ）は、日本のお笑いタレント。お笑いコンビ・ロザンのボケ担当。相方は宇治原史規。 吉本興業（東京本社）所属。大阪府高石市出身。

## 来歴
小学校時代は父の転勤により東京都や長野県に住んでいた。信州大学教育学部附属松本小学校卒業。信州大学教育学部附属松本中学校から中1途中で大阪教育大学附属天王寺中学校に転入、そのまま高校へと内部進学し、宇治原史規と出会う。一浪ののち、大阪府立大学経済学部に入学する。その後、卒業要件の単位数の約半分を取り同大学を中途退学する。しかし、ある新聞で府大の特集に関する記事の主な卒業生の欄に菅の名前が記載されていた。それを見た菅は大学に問いあわせたところ、大学関係者から卒業扱いで良いと認められた。しかし後日確認したところ、単なるミスであることが判明した。
大阪府立大学在学中の1996年8月に宇治原とロザンを結成。2001年秋の『オールスター感謝祭』（TBS系）で優勝している。吉本男前ランキングで2001年以降14年連続で上位10位以内にランクインした。
2008年10月30日に宇治原を主人公にした小説『京大芸人』を講談社より刊行。2009年11月24日には続編『京大少年』を刊行し、2冊合わせて20万部を売り上げた。また、帯には島田紳助のコメントが載せられた。
2014年10月22日には、宇治原の勉強法の一つであった「日本史は物語のように読んだら覚えやすい」をモチーフにした『京大芸人式日本史』を幻冬舎より刊行した。同年9月から追手門学院大学客員教授に就任。
2018年1月に一般女性と結婚。2021年11月に第1子が誕生。

## 人物
身長162cm、体重51kg、血液型A型。既婚。愛称は「菅ちゃん」。色覚異常がある。足のサイズは23.5cm。
キングコングの西野亮廣、天津向、とろサーモン久保田、ファミリーレストランの下林朋央と仲が良い。また、ラジオ番組『ゴーゴーモンキーズ』で共にパーソナリティーを務めていたSound Scheduleのボーカル兼ギターの大石昌良とも仲が良い。

## 出演
※コンビの出演歴についてはロザンを参照。

### CM
- 大阪ガス
  - 「けむぴこ」篇（2006年7月 - 2006年8月）
  - 「ALLブランドメンテ即日訪問」篇（2006年7月 - 2006年8月）
  - 「お役立ち」篇（2006年10月 - 11月）
  - 「リフォーム」篇（2006年10月 - 11月）
  - 「けむぴこ くらしプラス」篇（2007年2月）
  - 「ALLブランドメンテ即日訪問 くらしプラス」篇（2007年2月 - ）
  - 「お役立ち くらしプラス」篇（2007年2月 - 4月）
  - 「リフォーム くらしプラス」篇（2007年2月 - ）
  - 「床暖房・夏」篇（2007年7月 - ）

### 舞台
- 「吉本百年物語 深夜のキラ星〜スター誕生〜」（2012年11月） - 笑福亭仁鶴 役

### テレビ
- 「ニッポン元気計画! 眠れるスター目覚ましバラエティ“ハックツベリー”」（2014年4月 - 2015年9月、テレビ東京）
- 「ひろしま深掘りライブ　フロントドア」（2016年4月23日‐、広島ホームテレビ）

## 書籍
- 『京大芸人』講談社、2008年10月29日。ISBN 978-4062150187。
- 『京大少年』講談社、2009年11月25日。ISBN 978-4062158558。
- 『京大芸人式日本史』幻冬舎、2014年10月22日。ISBN 978-4344026612。
- 『菅ちゃん英語で道案内しよッ！』ぴあ、2017年9月13日。ISBN 978-4835638263。
- 『身の丈にあった勉強法』幻冬舎、2017年11月2日。ISBN 978-4344031845。
- 『京大中年』幻冬舎、2023年6月8日。ISBN 978-4344041189。